# Compsibidion graphicum
Compsibidion graphicum là một loài bọ cánh cứng trong họ Cerambycidae.